# 施光礼
施光礼（1927年—2022年12月27日），江苏靖江人。中国人民解放军空军、中国人民志愿军空军战斗机飞行员。

## 生平
在朝鲜战争期间击落4架联合国军飞机，荣立一等功、二等功各一次，获得朝鲜民主主义人民共和国颁发的“二级自由独立勋章”及军功章。
1. ↑  . www.chinanews.com.cn.   [2023-12-31]. （原始内容存档于2023-12-31）.